# Eusyllis autolytoides
Eusyllis autolytoides är en ringmaskart som beskrevs av Hartmann-Schröder 1991. Eusyllis autolytoides ingår i släktet Eusyllis och familjen Syllidae. Inga underarter finns listade i Catalogue of Life.